# Липко Олександр Валерійович
Олександр Валерійович Липко (рос. Алекса́ндр Вале́рьевич Липко́, нар. 18 серпня 1975, Краснодар, СРСР) — російський футболіст, який виступав на позиції захисника, тренер, футбольний функціонер.

## Кар'єра

### Футболіста
Вихованець краснодарської СДЮШ-5. Перший тренер — Михайло Васильович Афонін. Професійну кар'єру розпочав у 1992 році московському «Спартаку». Грав за молодіжну збірну Росії на молодіжному чемпіонаті світу 1995 року.
10 березня 1996 року забив гол у свої ворота («Балтика» — «Спартак» 1:0).
11 травня 1996 року у фінальному матчі Кубка Росії з футболу забив свій єдиний гол за «Спартак», але його команда програла «Локомотиву» 2:3.
Учасник золотого матчу 1996 року, де «червоно-білі» обіграли «Аланію» і виграли золоті нагороди.
По закінченні сезону 1996 року пішов з «Спартака» і грав у різних клубах вищого і першого дивізіонів. Чотири рази виходив з першого дивізіону в вищий (1998 — з «Локомотивом» (НН), 2001 — з «Шинником», 2002 — з «Рубіном», 2004 — з «Тереком»). Станом на 2004 рік такого досягнення домігся лише Геннадій Сьомін. Фіналіст Суперкубка Росії (2005) («Терек»).
В 2008 році з «Нижнім Новгородом» вийшов в Перший дивізіон, команда зайняла 3-тє місце в зоні «Центр» і замінила одну з команд.

### Тренера і функціонера
З 2010 по 2012 рік працював в структурі нижньогородської «Волги». Спочатку функціонером, був начальником селекційного відділу потім спортивним директором, з приходом Дмитра Черишева влітку 2011 року, перейшов на тренерську роботу був помічником головного тренера.
У 2013—2014 роках — асистент Дмитра Черишева, головного тренера молодіжного складу «Зеніта» (Санкт-Петербург).
У 2014—2016 роки знову обіймав посаду спортивного директора в нижньогородській «Волгзі».
З 1 липня 2016 року — спортивний директор клубу «Олімпієць»/«Нижній Новгород».

## Досягнення
- Чемпіон Росії 1996 року («Спартак»)
- Володар Кубка Росії 2004 року («Терек»)
- Фіналіст Кубка Росії 1996 року («Спартак»)